# Tetragonia haworthii
Tetragonia haworthii är en isörtsväxtart som beskrevs av Edward Fenzl. Tetragonia haworthii ingår i släktet tetragonior, och familjen isörtsväxter. Inga underarter finns listade i Catalogue of Life.